# Blanka Teleki
Blanka Teleki de Szék (n. 5 iulie 1806, Satulung, România – d. 23 octombrie 1862, Paris, Al Doilea Imperiu Francez) a fost o contesă maghiară care a activat pentru drepturile femeii, promotoare a educației și artei feminine. Ea este considerată ca fiind o precursoare a feminismului și o pionieră în promovarea educației femeilor.

## Biografie
Blanka Teleki s-a născut pe 5 iulie 1806 în Satulung, aflat acum în România. 
Familia ei avea o moșie în județul Satu Mare, în apropiere de Ucraina. A fost nepoata pionierului în educație, Teréz Brunszvik. A studiat pictura la München și Paris, și sculptura cu Ferenczy István⁠(d) în Budapesta. 
După ce și-a publicat ideile cu privire la educația femeilor, a fondat propria școală pentru fete în Budapesta în 1846. În 1848 ea și elevele ei au fost primele femei din Ungaria care au semnat o petiție prin care cereau drepturi egale pentru bărbați și femei, dreptul de vot pentru  femei și dreptul femeilor de a studia în universități. 
A participat la Revoluția de la 1848, și, prin urmare, a fost condamnată la închisoare. În 1851 a fost închisă cu Klára Leövey⁠(d), care a fost eliberată în anul 1856. După ce și-a ispășit pedeapsa, a părăsit Ungaria, plecând la Paris, unde a și murit, pe 23 octombrie 1862.